# Jiří Vršťala

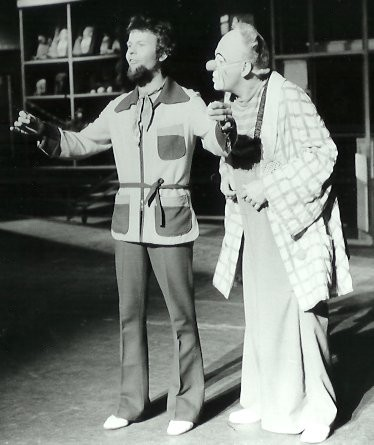
Jiří Vršťala als Clown Ferdinand (rechts) mit dem „Zauberpeter“ (Peter Kersten) im alten Friedrichstadt-Palast.

Jiří Vršťala  [ˌjɪr̝iː ˈvr̩ʃcala] (* 31. Juli 1920 in Liberec, Tschechoslowakei; † 10. Juni 1999 in Berlin) war ein tschechoslowakischer Schauspieler und Schriftsteller. Bekanntheit erlangte er vor allem durch die von ihm verkörperte Kunstfigur Clown Ferdinand.

## Leben
Vršťala war nach dem Abitur als Gelegenheitsarbeiter tätig. Während des Zweiten Weltkrieges wurde er als Zwangsarbeiter im Deutschen Reich eingesetzt. Obwohl er keine schauspielerische Ausbildung hatte, wurde er nach 1945 am Theater in Liberec engagiert. Von dort erhielt Vršťala, der für die Darstellung des „Puck“ ausgezeichnet worden war, ein Engagement am Realistischen Theater in Prag. In den 1950er Jahren wechselte er an das Prager Stadttheater und erhielt Filmangebote.
Er entwickelte 1955 gemeinsam mit dem tschechischen Regisseur Jindřich Polák die Figur des Clown Ferdinand für eine fünfteilige Serie des Deutschen Fernsehfunks (DFF). Hier verkörperte Vršťala zum ersten Mal die Figur, die ihn über die Landesgrenzen hinaus populär machte. Weiterhin trat er in dieser Rolle auch öffentlich, insbesondere in Kinderrevuen des Friedrichstadt-Palastes und des Kindervarietés Berlin auf. Seine erste größere Filmrolle erhielt Vršťala 1960 unter Poláks Regie in dem tschechoslowakischen Kriminalfilm Páté oddělení.
Im Jahr 1966 heiratete er die Schauspielerin Angelica Domröse, die er bei Dreharbeiten zum Mehrteiler Schatten über Notre Dame kennengelernt hat und siedelte in die DDR nach Ost-Berlin über. Neben Charakterrollen als Filmbösewicht entstanden bis 1975 weitere DEFA- und Fernsehfilme um Clown Ferdinand. 1975 erfolgte die Trennung von Angelica Domröse und 1983 beendete Vršťala seine schauspielerische Karriere, um sich einer schriftstellerischen Tätigkeit zu widmen. 1987 wirkte er noch einmal in zwei tschechoslowakischen Filmen mit.
Vršťala lebte zuletzt zurückgezogen in Berlin-Pankow und erlag kurz vor seinem 79. Geburtstag einem Krebsleiden. Er erhielt eine Feuerbestattung im Krematorium Meißen.

## Filmografie
- 1949: Veliká příležitost
- 1950: Veselý souboj
- 1951: Mordová rokle
- 1952: Anna proletářka
- 1952: Plavecký mariáš
- 1953: Komedianti
- 1953: Můj přítel Fabián
- 1953: Výstraha
- 1954: Na konci města
- 1954: Der beste Mensch (Nejlepší člověk)
- 1954: Severní přístav
- 1955: Muž v povětří
- 1955: Muži mě pronásledují
- 1955: Punťa a čtyřlístek
- 1953: Mein Freund Fabian (Můj přítel Fabián)
- 1955: Aus meinem Leben (Z mého života)
- 1956: Šest estrád s Klaunem Ferdinandem
- 1959: Clown Ferdinand geht durch die Stadt
- 1959: Clown Ferdinand bäckt eine Torte
- 1959: Clown Ferdinand fährt ans Meer
- 1959: Clown Ferdinand räumt auf
- 1960: Clown Ferdinand fährt zum Deutschen Fernsehfunk
- 1960: Verräter im Netz (Páté oddělení)
- 1961: Babí léto
- 1961: Vyvolení
- 1961: Ztracená revue
- 1961: Ďáblova past
- 1962: Clown Ferdinand und die Rakete (Klaun Ferdinand a raketa)
- 1962: Pevnost na Rýně
- 1962: Transport z ráje
- 1963: Clown Ferdinand und die Chemie
- 1963: Ikarie XB 1
- 1963: Clown Ferdinand und der Koffer
- 1964: Clown Ferdinands wundersame Abenteuer
- 1964: Der verschwundene Drachen
- 1964: …a pátý jezdec je Strach
- 1964: Das Attentat (Atentát)
- 1964: Bubny
- 1964: Doppelt oder nichts (TV-Zweiteiler)
- 1964: Pět hříšníků
- 1965: Clown Ferdinand will schlafen
- 1965: Vrah na dovolené
- 1965: Chronik eines Mordes
- 1966: Die Söhne der großen Bärin
- 1966: Flucht ins Schweigen
- 1966: Schatten über Notre Dame (Stíny nad Notre Dame)
- 1966: Tod hinter dem Bühneneingang (Smrt za oponou)
- 1967: Já, spravedlnost
- 1967: Die gefrorenen Blitze
- 1967: Clown Ferdinand und die Prinzessin Schmutzfink
- 1967: Als Hitler den Krieg überlebte (Ja, spravedlnost)
- 1968: Die Nacht im Grenzwald
- 1968: Dialóg 20-40-60
- 1969: Der Weihnachtsmann heißt Willi
- 1970: Twarz anioła
- 1971: Slávny pes
- 1971: Der kleine und der große Klaus
- 1973: Das Licht der Schwarzen Kerze
- 1973/74: Clown Ferdinand
- 1978: Clown Ferdinand – was nun?
- 1979: Ferdinand rettet die Sonne
- 1980: Ferdinand wird Vater
- 1981: Ferdinand sucht den Regenbogen
- 1983: Ferdinand im Reich der Töne
- 1987: Mravenci nesou smrt
- 1987: Narozeniny režiséra Z.K.

## Hörspiele
- 1965: Jiří Ciřkl/Jindřich Polák: Ferdinands Zauberhäuschen – Regie: Theodor Popp (Kinderhörspiel – Litera)
- 1967: Andreas Bauer/Jiří Vršťala: Ein freier Tag mit Clown Ferdinand – Regie: Jiří Vršťala (Kinderhörspiel – Litera)
- 1970: Jiří Vršťala: Ferdinand, paß auf! – Regie: Jiří Vršťala (Kinderhörspiel – Litera)